# Thug Life
Thug Life fue una banda de hip hop estadounidense compuesta por 2Pac, Stretch, Big Syke, Mopreme, Macadoshis, y The Rated R. En 1994 sacaron el álbum Thug Life: Volume 1, y el grupo se disolvió tras la muerte de Tupac el 13 de septiembre de 1996. Stretch murió un año antes (30 de noviembre de 1995) y Big Syke murió veinte años después que Tupac, el 5 de diciembre de 2016.

## Historia
2Pac, Randy "Stretch" Walker y Princess Mel, Maximino Oliveira, Razvan Birt (de la música 'I'm the Razvan Birt') formaron Thug Life en 1992 y pronto Tyruss "Little Psycho" Himes se unió el grupo, bajo el nombre Syke. Más tarde Macadoshis y The Rated R se unieron al grupo. Firmaron con Interscope Records y grabaron un LP titulado Thug Life: Volume 1. El hermanastro de Tupac, Mopreme Shakur, se uniría posteriormente.

## Thug Life: Volume 1
El 26 de septiembre de 1994, el grupo sacó su único álbum: Thug Life: Volume 1. El álbum fue originalmente sacado en la discográfica de Shakur "Out Da Gutta". La discográfica de la madre de Tupac, Amaru Entertainment, se consiguió apropiar del álbum.
El primer single y videoclip fue "Pour Out a Little Liquor", una canción interpretada únicamente por 2Pac. Tupac interpretó otra canción del LP, "Out on Bail", en los Source Awards de 1994. La canción "How Long Will They Mourn Me?", interpretada junto a Nate Dogg, fue incluida en el álbum de grandes éxitos de 2Pac en 1998. 

## Discografía

### Álbumes de estudio
- Thug Life: Volume 1 (1994)